# 함흥시 (대한민국)
함흥시(咸興市)는 대한민국 함경남도에 있는 대한민국의 시이다. 이북5도위원회가 관리하는 명목상의 행정 구역이다. 면적은 274.14km2로, 시청은 소화동1가에 있었다. 78개 동으로 구성되어 있었으며, 이북5도청은 명예동장 8명(중앙동, 성천동, 반룡동, 치마동, 서상동, 경흥동, 보고동, 사포동)을 임명하고 있다. 함경남도의 도청 소재지이다.

## 행정 구역
| - 소화동1~2가(昭和洞１~２街洞) - 동운동(東雲洞) - 출운동(出雲洞) - 서윤1~2가동(曙潤１~２街洞) - 일출동(日出洞) - 춘일동1~2가(春日洞１~２街) - 산수동1~3가(山手洞１~３街) - 중앙동1~3가(中央洞１~３街) - 조일동(朝日洞) - 지락동(知樂洞) - 금동1~2가(錦洞１~２街) - 주길동(住吉洞) - 낙민동(樂民洞) - 유락동(有樂洞) | - 만세동(萬歲洞) - 대화동1~4가(大和洞１~４街) - 성천동1~4가(城川洞１~４街) - 황금동1~4가(黃金洞１~４街) - 본동1~5가(本洞１~５街) - 복부동1~3가(福富洞１~３街) - 낙동(樂洞) - 용흥동(龍興洞) - 반룡대동(盤龍臺洞) - 서상동(西上洞) - 신상동(新上洞) - 풍호동(豊湖洞) - 흥도동(興島洞) - 십이동(十二洞) - 구억동(九億洞) - 회상동(會上洞) - 치마동(馳馬洞) - 회양동(會陽洞) - 상수동(上水洞) - 하수동(下水洞) | - 부평동(富坪洞) - 경흥동(慶興洞) - 심흥동(深興洞) - 군영동1~2가(軍營洞１~２街) - 사포동1~3가(沙浦洞１~３街) - 중보동(中保洞) - 신보동(新保洞) - 신흥동(新興洞) - 하신흥동(下新興洞) - 서흥동(西興洞) - 당북동(塘北洞) - 당흥동(塘興洞) - 상보동(上保洞) - 연봉동(蓮峰洞) - 대흥동(大興洞) - 풍동동(豊東洞) - 보고동(保古洞) - 신산동(新山洞) |

## 참고 문헌
- “함경남도 시군 소개”. 이북5도위원회.
- “함경남도 기구 및 정원”. 이북5도위원회.

## 같이 보기
- 함흥시